# Astemizol
Astemizol é um fármaco antialérgico, da classe dos anti-histamínicos de segunda geração. Age por antagonismo de receptores H1 da histamina e possui ação duradoura, sem ação anticolinérgica significativa. Todavia, mesmo assim, é administrado com cautela para pacientes que possuem asma. O fármaco possui baixa lipossolubilidade e assim sua ligação com receptores H1 centrais é baixa. Foi descoberto em 1977. Está sendo retirado de diversas farmacopeias pelo risco associado de morte devido a ritmos cardíacos irregulares, doses irregulares e uso conjunto perigoso com outros medicamentos. No Brasil também foi removido do mercado em 2001.